# Sumarliði Herjólfsson
Sumarliði Herjólfsson (Sumarlidhi, n. 900) fue un vikingo y bóndi de Hof, Rangárvallasýsla en Islandia. Era hijo de Herjólfur Ketilsson (n. 871) y nieto del colono noruego Ketil Thorkelsson. Es un personaje de la saga de Njál, y saga de Egil Skallagrímson. Era padre del escaldo Vetrliði Sumarliðason.
El nombre Sumarliði procede de las Hébridas, por lo que es probable que tuviese vínculos familiares con el archipiélago u otros territorios vikingos de las Islas del Norte.